# Sao biển gai
Sao biển gai (Danh pháp khoa học: Acanthaster planci) là một loài sao biển. Loài sao biển này ăn polyp của san hô cứng. Nó là loài sao biển lớn thứ 2 thế giới, sau loài sao biển hướng dương.

 Sao biển gai phân bố rộng khắp Ấn Độ Dương-Thái Bình Dương. Phổ biến nhất ở Úc, nhưng có phát hiện ở các vĩ độ nhiệt đới và cận nhiệt đới từ Biển Đỏ và bờ biển Đông Phi qua Ấn Độ Dương và qua Thái Bình Dương đến bờ biển phía tây Trung Mỹ, nơi có các rạn san hô hoặc quần xã san hô cứng trong khu vực.